# Michel del Castillo
Michel del Castillo född 2 augusti 1933 i Madrid, död 17 december 2024, var en fransk författare.